# Президентские выборы в Абхазии (1999)
Президентские выборы в Абхазии состоялись 3 октября 1999 года. Это были первые всенародные выборы Президента Абхазии (в 1994 году президента избрал парламент страны). Выборы проходили на безальтернативной основе. Единственным кандидатом стал действующий президент В. Ардзинба, выдвижение которого поддержали инициативные группы от избирателей Очамчирского, Гагрского, Гудаутского, Гульрипшского, Сухумского, Ткварчельского районов, от народно-патриотического движения «Апсны», кандидатура Ардзинбы была поддержана Коммунистической партией Абхазии, Федерацией Независимых Профсоюзов Абхазии, общественным Движением матерей Абхазии «За мир и социальную справедливость» и другими массовыми организациями и движениями.
В качестве альтернативного кандидата попытался выдвинуться Яхъя Казан, бывший представитель Абхазии в США и сторонник Ардзинбы, перешедший в оппозицию. Казану было отказано в регистрации из-за недостаточного владения абхазским языком.
По сообщению ЦИК Абхазии в ответ на указания, что выборы не имеют легитимности из-за большого числа беженцев, не имевших возможности принять участие в голосовании, «число проголосовавших 3 октября превысило 50 % рубеж от численности избирателей, зафиксированных в 1989 году, то есть тот порог, который позволил считать выборы легитимными».
Ардзинба набрал около 98 % голосов избирателей.
Одновременно с выборами прошёл всенародный референдум, об одобрении действующей конституции, принятой парламентом в 1994 году. Подавляющее большинство избирателей — 183 929 чел. (97,5 %) —одобрило основной закон страны.